# Амелин, Альбин
Альбин Амелин (Amelin, Albin; 25 января 1902, Чикаго, Иллинойс — 8 февраля 1975, Барревик) — шведский художник. Основатель Объединения независимых художников Швеции. Возглавлял общество «Искусство для народа».

## Биография и работы
Учился в Техническом училище в Стокгольме. В 1931—1932 годах жил во Франции. В 1929 году Амелин вступил в Коммунистическую партию Швеции. 
В 1938 году состоялась его персональная выставка в Государственном музее нового западного искусства (СССР). Амелин является представителем социально-демократического крыла шведского экспрессионизма. В своем творчестве обращался к темам борьбы и труда. Первым в шведском искусстве затронул тему антифашистской борьбы.
В Государственном Эрмитаже имеются две работы этого художника: «Цивилизация генерала Франко» (1936) и «Две женщины у окна».
В связи с 50-летием Международной организации труда в 1969 году Шведская почта выпустила марку с мотивом «Головы рабочего» (Arbetarhuvud) Амелина. 